# Peder Nielsen Mollerup
Peder Nielsen Mollerup, señor de Vestervig (Mollerup, Skanderborg, Dinamarca, 7 de noviembre de 1651 –  Vestervig, Thisted, Dinamarca, 20 de noviembre de 1737) fue un comerciante, terrateniente, asesor de cámara y fundador de la noble familia danesa Moldrup.

## Inicios
Peder nació en Mollerup, condado de Skanderborg, Dinamarca, en el seno de una familia de agricultores. Sus padres fueron Niels Pedersen Mollerup y Maren Mollerup. En 1668, al finalizar sus estudios, comenzó a realizar viajes a Gotland y Noruega. En 1669 entró en servicio durante 6 años con el inspector de la aduana de Aarhus, Thomas Christensen. En 1676 realizó viajes a Noruega y Lübeck, donde comenzó a dedicarse al comercio pero tuvo que detenerse debido a la turbulenta guerra de Escania. Posteriormente comenzó a trabajar con Antoni Bachmann, donde se desempeñó como secretario de regimiento en Kolding. En 1681 comenzó a trabajar con Jørgen Grubbe Kaas de Hastrup, gobernador de los condados de Lundenæs y Bøvling, padre de Ulrich Jørgensen Kaas. Aquí se desempeñó como secretario del condado durante 9 años, donde durante los últimos 4 años realizó viajes anuales a Holanda.

## El terrateniente

### Vestervig Kloster

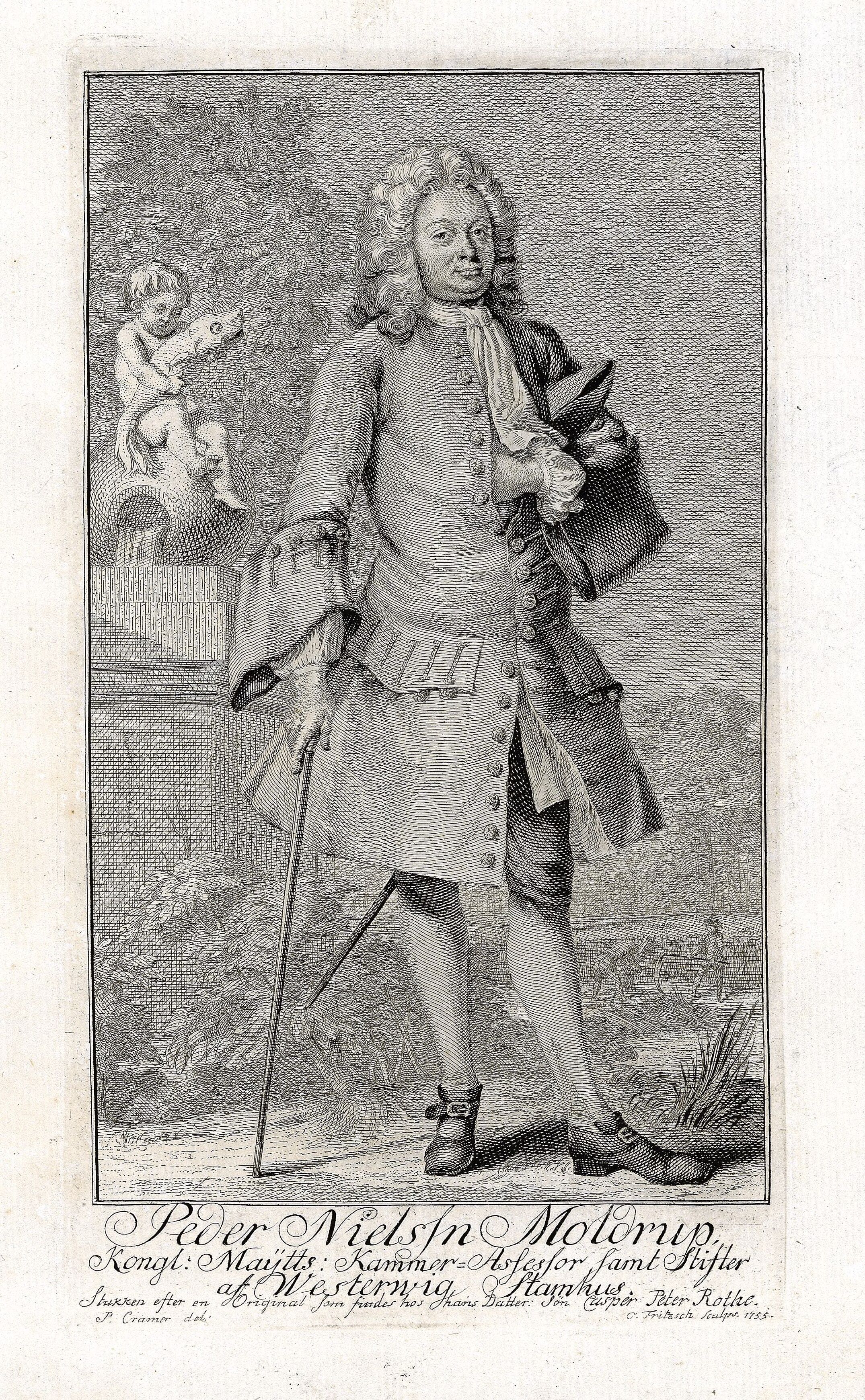
Peder Nielsen Mollerup, por Christian Friedrich Fritzsch.

La propiedad de Vestervig fue una de las fincas más importantes del norte de Dinamarca. Posteriormente convertida en condado real, perteneció por un tiempo a la corona danesa. Fue vendida en 1661 al noble danés Joachim Irgens, Baron de vestervig, quien construyó en ella un castillo de estilo barroco, similar al Palacio de Charlottenborg en Copenhague. Al fallecer en 1675, la propiedad paso a manos de su mujer Cornelia Bicker, hija del estadista holandés Andries Bicker. Esta no pudo hacerse cargo de las deudas, por lo que vendió la propiedad a Peder Mollerup en 1698. El 28 de febrero de 1731, el rey Cristian VI estableció a Vestervig como Casa Tribal mediante decreto real, con lo que  Peder logró asegurar la existencia de Vestervig en posesión de la familia, al mismo tiempo que esta se ennoblecía.
Peder restableció Gårdhus Mølle en Vestervig alrededor de 1730, llevándolo de un molino de granos ordinario a un molino de telas. La creación de la fábrica de telas en Gårdhus Mølle debió ser beneficioso para la región, que no estuvo marcada por innovaciones empresariales. Mollerup siguió el debate económico de la época y trató de estar a la altura de algunas de las ideas fomentadas por el mercantilismo.

### El juicio
Un granjero de Agger, Niels Poulsen, se había comportado en varias ocasiones como un hombre violento con sus vecinos. Estos lo llevaron hasta Vestervig, para que fuese encarcelado. El maltrato sufrido allí provocó la muerte de Poulsen, con lo que se dio lugar a un largo proceso judicial donde intervino el rey Federico IV, y que por sentencia de la comisión en 1724 se declaró culpable a Moldrup de la muerte del granjero.
La sentencia establecía que debía abonar una subvención de 500 rdl (Rigsdaler danés) a la viuda y a los hijos de Poulsen. Sin embargo, de alguna manera logró que el caso se resolviera con una multa de 30.000 rdl. Durante el proceso judicial también salieron a la luz otros casos serios para Peder, especialmente su relación con los granjeros de Agger, a los que parece haber tratado innecesariamente con dureza.
Distintas fuentes representan a Moldrup como una persona extremadamente codiciosa, al que no se le nublaba cualquier objetivo que tenía en mente, pero que también demostraba ser un hombre de gran amabilidad y caridad.

## Familia

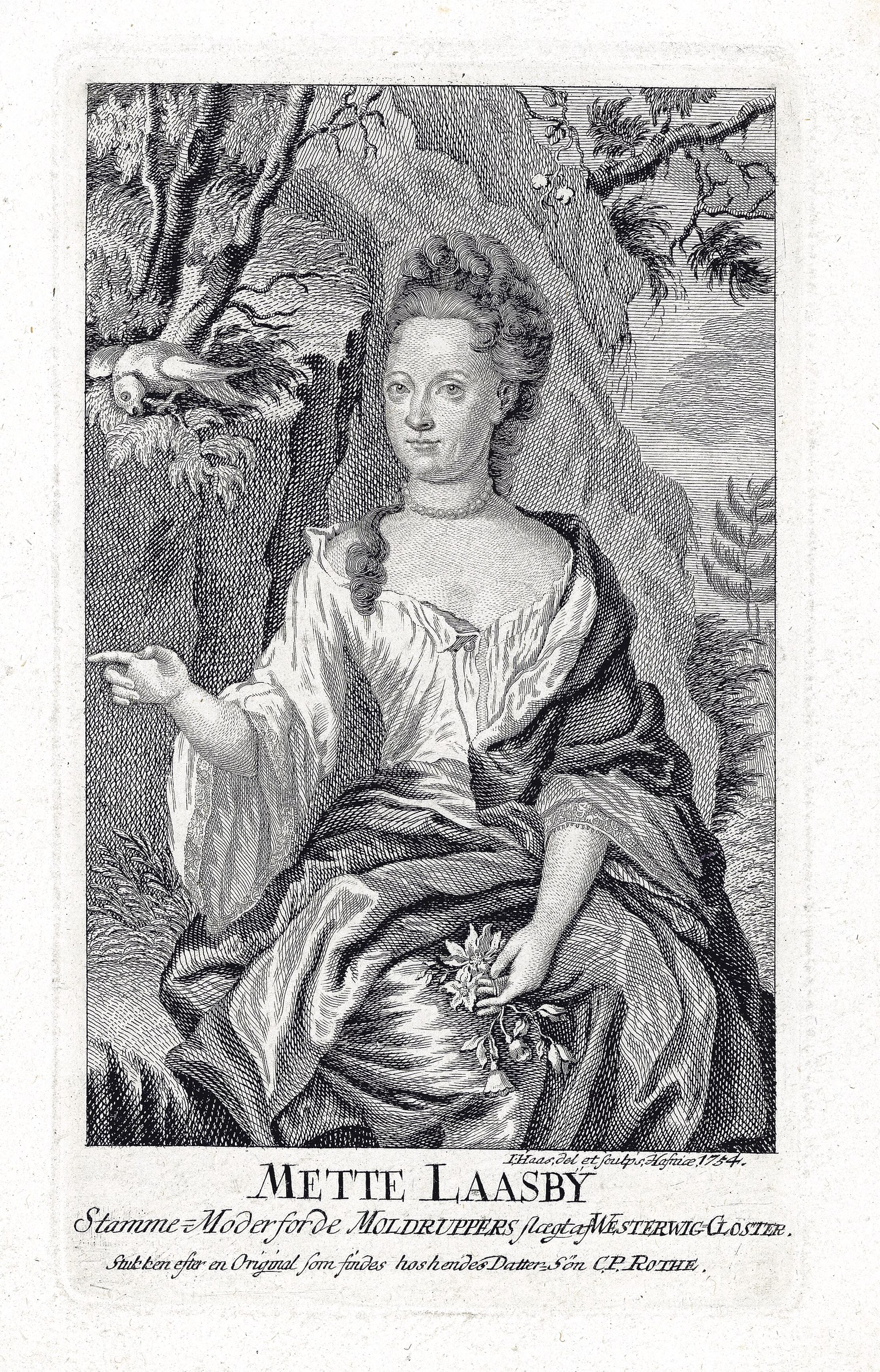
Mette Jensdatter Låsbye, por Jonas Haas.

A los 45 años se casó con Mette Jensdatter Låsbye,  hija del alcalde supremo de Aarhus Jens Rasmussen Låsbye y de Maren Jensdatter Winther. La boda tuvo lugar el 14 de noviembre de 1694 en Vestervig Kloster.
La pareja tuvo 14 hijos:
1.      Maren de Moldrup
2.      Jens Låsbye de Moldrup, Señor de Vestervig y Ørum, Teniente Coronel de Caballería. Casado en primer lugar con Hedevig Sabins von Pretzlen. Casado en segundo lugar con Anne Margrethe Lautrup. Padres de Peter de Moldrup, Lord Chambelán, señor de Vestervig y Ørum
3.      Niels de Moldrup
4.      Mette Marie de Moldrup, casada con Friedrich Kruse, Intendente del regimiento de Cancillería.
5.      Nikolaj de Moldrup
6.      Jochum de Moldrup
7.      Cornelia Bicker de Moldrup, casada con Carl Adolph Rothe, Canciller e Intendente de Regimiento. Padres del historiador y terrateniente danés Casper Peter Rothe.
8.      Christiane de Moldrup
9.      Jochum de Moldrup
10.  Magdalene Christine de Moldrup
11.  Johan Jochum de Moldrup
12.   Johan Rantzau de Moldrup, propietario de la finca Brandtlund, Mayor de Caballería, director de una empresa en Biellerup. Casada con Cathrine Elisabeth de la Mare, hija del oficial Hieronimus de la Mare de Agersbøl y Lucie Emmerentia von Brockdorff.
13.   Mariane de Moldrup, casada en primero lugar con Jens Lauritsen Bonney en segundo lugar con Peder Staxbach.
14.   Un hijo nacido muerto.
Peder Mollerup falleció el 20 de noviembre de 1737, a los 86 años de edad. Está enterrado en la iglesia de Vestervig junto a su mujer y varios de sus descendientes.  